# جاش کالسون
جاش کالسون (انگلیسی: Josh Coulson؛ زادهٔ ۲۸ ژانویهٔ ۱۹۸۹) بازیکن فوتبال اهل بریتانیا است.
از باشگاه‌هایی که در آن بازی کرده‌است می‌توان به باشگاه فوتبال کمبریج یونایتد اشاره کرد.